# Chevrolet Task Force
Chevrolet Task Force a fost o serie de camioane produse de General Motors în perioada 1955-1961. Au înlocuit camioanele Chevrolet Advance Design din Statele Unite, dar nu au fost la fel de populare ca predecesorii lor și în total au fost vândute doar 658.985 de unități. Camionul a fost înlocuit de camioanele Chevrolet C/K care erau mai populare. Camionul era o îmbunătățire față de camionul Chevrolet Advance Design, dar nu avea elementele de stil bune ale predecesorului său și acesta ar fi putut fi motivul pentru care nu era atât de popular.

## Istoric
Lucrările la un nou camion General Motors au început în 1951, iar primele prototipuri au fost finalizate în 1952. Noul camion a fost numit „Task Force” și a fost creat pentru a înlocui Chevrolet Advance Design. General Motors a decis să producă camionul în 1955 și a întrerupt Chevrolet Advance Design în 1956. Task Force-ul Chevrolet era mai sigur și mai fiabil decât Chevrolet Advance Design, dar nu avea un design rotunjit. Camionul avea un motor diferit de cel al modelului Chevrolet Advance Design.
În 1956 s-au vândut aproximativ 98.000 de unități ale camionului, care au fost considerate bune, dar nu au fost la fel de mult ca cele ale predecesorului său. Camionul avea, de asemenea, versiuni de camioane cu panou (la fel ca toate camioanele ușoare anterioare General Motors) și putea fi achiziționat ca șasiu cabină sau camion cu sarcină medie. În 1958, aproximativ 500.000 dintre aceste camioane au fost vândute, iar General Motors l-a considerat cel mai bun an din vânzările camioanelor Chevrolet Task Force. În 1960, General Motors a început să producă succesorul Task Force numit Chevrolet C/K. Task Force-ul Chevrolet a fost întrerupt în cele din urmă în 1961, cu aproximativ 15.000 de unități vândute în acel an.